# 26 Draconis
Désignations
AB : HD 160269, HIP 86036, HR 6573, GJ 684, LFT 1360, LHS 3305, LTT 15223, SAO 17546

26 Draconis (26 Dra) est une étoile triple de la constellation du Dragon, située à environ 46 années-lumière de la Terre et de magnitude apparente 5,23.

## 26 Draconis A et B
Deux composantes du système, 26 Draconis A et B, forment une binaire spectroscopique dont la période orbitale est de 76 ans. Le type spectral composite de la paire AB correspond à une naine jaune de type G0V, tandis que les spectres individuels sont ceux d'étoiles de type F9V et K3V. Une étude de 1962 estimait les masses de ces deux étoiles à 1,30 et 0,83 fois celle du Soleil, respectivement. Elles sont considérées comme légèrement appauvries en métal comparé au Soleil, ce qui signifie qu'elles ont une plus faible proportion d'éléments autres que l'hydrogène et l'hélium.

## Gliese 685
La troisième composante, GJ 685, est une naine rouge de type spectral M1V. En 1970, elle était séparée de 737,9 secondes d'arc de la paire AB et elles partagent un mouvement propre commun.
L'étoile possède une exoplanète, dont la détection par la méthode des vitesses radiales a été annoncée en 2019. Il s'agit vraisemblablement d'une super-Terre chaude qui orbite autour de son étoile avec une période de 24 jours environ.
| Planète | Masse           | Demi-grand axe (ua) | Période orbitale (jours) | Excentricité | Inclinaison | Rayon |
| ------- | --------------- | ------------------- | ------------------------ | ------------ | ----------- | ----- |
| b       | 9,0+1,7 −1,8 M🜨 | 0,134 4             | 24,160+0,061 −0,047      |              |             |       |

## Observation
Bien que proche de la Terre, la binaire 26 Draconis est difficilement séparable. Bien qu'elle soit théoriquement à la portée d'un instrument de 100 mm, la différence de magnitude entre ses deux composantes couplée à leur proximité fait que la plus faible des deux se noie dans la lueur de la plus brillante, au point que sa magnitude semble plus voisine de 10 que de 8. Il est en fait possible que 26 Draconis B soit cachée dans le premier anneau de diffraction de 26 Draconis A. Un télescope de 200 mm utilisé sous un ciel stable est plus approprié pour réussir cette observation. D'une période de 76 ans, les deux étoiles se rapprochent désormais lentement l'une de l'autre (depuis l'an 2000). Vers 2017, elles n'étaient plus séparées que par 0.5".